# Insula Navassa
Insula Navassa (în limba franceză, La Navase) este o insulă mică, nelocuită din Marea Caraibelor. Guvernul SUA consideră insula un teritoriu neorganizat și neîncorporat, administrând-o prin intermediul Departamentul de pescuit și vânătoare. Insula este de asemenea revendicată de Haiti.

Harta insulei Navassa

## Geografie și topografie
Insula Navassa are 5.2 km pătrați. Amplasarea sa este una strategică, la 160 de km depărtare de baza SUA de la Guantanamo, Cuba. Atinge o elevație maximă de 77 m. Latitudinea și longitudinea insulei sunt 18°24′10″N, 75°0′45″W.
Terenul insulei Navassa este format, în mare parte, de coral și calcar, insula fiind încercuită de dealuri albe, cu înălțimi cuprinse între 9 și 15 metri, dar este prezent și destul teren fertil astfel încât să permită supraviețuirea turmelor de capre. Sunt prezente și zone des populate cu un tip de pomi asemănători smochinului cât și cactuși răsfirați. Topologia și ecologia insulei este asemînîtoare cu cea a insulei Mona, o mică insulă de calcar aflată în canalul cu același nume, între Puerto Rico și Republica Dominicană. Din punct de vedere istoric aceste insule posedă o istorie asemănătoare. Pescari haitieni și alții campează pe insulă, dar insula este nelocuită. Nu are porturi de nici un fel și singura resursă naturală prezentă pe insulă este guano. Activitatea economică de bază este pescuitul.

## Istorie
În 1504, Cristofor Columb, eșuat în Jamaica, a trimis câțiva membrii ai echipajului către insula Hispaniola, în căutare de ajutor. Aceștia au descoperit insula în drumul lor, dar pe aceasta nu era prezenta apă. Au botezat-o Navaza (nava însemnând câmp) și a fost evitată de marinari în următorii 350 de ani.
A fost revendicată în 1857 de către Peter Duncan, un căpitan de navă american, fiind a treia insulă revendicată sub legea Insulelor Guano din 1856 din cauza depozitelor de guano. Aceste depozite au fost exploatate între 1865 și 1898. Haiti a protestat împotriva anexării și a revendicat insula, însa Statele Unite au respins cererea și din octombrie 1857 este revendicată de SUA ca teritoriu neîncorporat.